# Lista de vereadores de Guararema
Esta é a lista de vereadores do município de Guararema, estado brasileiro de São Paulo.

## Legislatura de 2021 a 2024
| Nº | Nome                                    | Partido | Título                    | Início da Legislatura | Fim da Legislatura | Observações |
| 1  | André Aparecido Alves de Araújo         | PL      | 1º Suplente               | 2021                  | 2024               | Eleito com: 468 votos |
| 2  | André Augusto de Oliveira               | PSB     | Vereador                  | 2021                  | 2024               | Eleito com: 721 votos |
| 3  | Claudinei Santos de Oliveira            | PROS    | Vice-Presidente da Câmara | 2021                  | 2024               | Eleito com: 880 votos Legislaturas: 1ª - 2017 a 2020 / 2ª - 2021 a 2024                                                                              |
| 4  | Irineu Claudio Leite                    | PSC     | Vereador                  | 2021                  | 2024               | Eleito com: 606 votos Legislaturas: 1ª - 2001 a 2004 / 2 ª - 2005 a 2008 / 3ª - 2009 a 2012 / 4ª - 2013 a 2016 / 5ª - 2017 a 2020 / 6ª - 2021 a 2024 |
| 5  | José Francisco Beraldo Junior           | PSB     | 2º Secretário             | 2021                  | 2024               | Eleito com: 456 votos Legislaturas: 1ª - 2017 a 2020 / 2ª - 2021 a 2024                                                                              |
| 6  | José Francisco da Fonseca               | PSDB    | Vereador                  | 2021                  | 2024               | Eleito com: 380 votos Legislaturas: 1ª - 2009 a 2012 / 2ª 2013 a 2016 / 3ª - 2017 a 2020 / 4ª - 2021 a 2024                                          |
| 7  | Marcos Wezassek de Britto               | PSDB    | Vereador                  | 2021                  | 2024               | Eleito com: 396 votos |
| 8  | Maria de Fátima Soares Pereira de Souza | PROS    | Vereadora                 | 2021                  | 2024               | Eleita com: 392 votos Legislaturas: 1ª - 2014 e 2015 / 2ª - 2019 a 2020 / 3ª - 2021 a 2024                                                           |
| 9  | Reinaldo Gaspar                         | PL      | Vereador                  | 2021                  | 2024               | Eleito com: 507 votos |
| 10 | Sidnei Santos Leal                      | PL      | Presidente da Câmara      | 2021                  | 2024               | Eleito com: 758 votos Legislaturas: 1ª - 2005 a 2008 / 2ª - 2009 a 2012 / 3ª - 2013 a 2016 / 4ª - 2017 a 2020 / 5ª - 2021 a 2024                     |
| 11 | Vanessa Martins dos Santos              | PSC     | 1ª Secretária             | 2021                  | 2024               | Eleita com: 402 votos Legislaturas: 1ª - 2013 a 2016 / 2ª - 2021 a 2024                                                                              |